# ギャラクシー・レコード
ギャラクシー・レコード（Galaxy Records）は、1951年にファンタジー・レコードの初めての子会社として設立されたジャズ、ソウル、ゴスペルのレコード・レーベル。
1950年代初頭にジャズ・レーベルとして設立された。その後、ソウルやゴスペルのレーベルとして復活している。ジョン・リー・フッカー、B.B.キング、レオン・ヘイウッドら、豪華なカタログを所有した。1978年から1980年代半ばにかけても活動した。
21世紀には活動していないが名義・権利が残っており、コンコード・ミュージック・グループの傘下、ファンタジー・レコードが形成しているオリジナル・ジャズ・クラシックス（OJC）よりリイシューされていた。同系列にリバーサイド・レコード等がある。
日本での販売元はビクターエンタテインメントを主としていたが、2006年にアメリカ本国の配給元がユニバーサル ミュージック グループになった為、日本もユニバーサル・ミュージック・ジャパンに移っている。

## 沿革
- 1951年 ファンタジー・レコードの初めての子会社として設立。
- 1961年 ゴスペルやR&Bのレーベルとして復活する。

- 1983年 ファンタジーがオリジナル・ジャズ・クラシックスを発足、バック・カタログをリイシューし始める。
- 2004年 親元のファンタジー・レコードがコンコード・レコードに買収され、コンコード・ミュージック・グループの一部となる。

## 主なアーティスト
- アート・ペッパー
- トミー・フラナガン
- ジョン・リー・フッカー